# Bouloire
Bouloire est une commune française, située dans le département de la Sarthe en région Pays de la Loire. Sa population est de 2 121 habitants.
La commune fait partie de la province historique du Maine, et se situe dans le Haut-Maine.

## Géographie

### Relief
La commune est située à l'entrée du plateau calaisien dans la région du Perche. La topographie du bourg est accidentée : à l'ouest, au niveau de la Butte, l'altitude est de 154 mètres. En se dirigeant vers le bourg et donc l'est, l'altitude tombe à 115 mètres au niveau d'une dépression dont le point le plus bas est situé au lavoir. Ensuite, en continuant vers l'est, on arrive sur le plateau calaisien avec une altitude dépassant les 160 mètres.

### Géologie
La commune est située sur les marges du Bassin parisien. On est donc est présence de roches sédimentaires de type sables et grès qui proviennent du proche Massif armoricain. Cette zone a été marquée par des périodes de transgressions et de régressions laissant place tantôt à une mer chaude et humide, puis à une surface, puis à un golfe, etc. Ces terres sont donc difficilement exploitables, car l'infiltration y est importante, et ne laissent donc pas de possibilité à l'installation d'un réseau hydrographique dense.

### Hydrographie
Le cours d'eau principal de Bouloire est le Maunon, qui se jette dans la Dué. On trouve également une multitude de petits étangs.

### Accès
Bouloire est un village-rue construit de part et d'autre de la RD 357 (ex-RN 157) qui le traverse d'est en ouest. Cette route relie Orléans au Mans.
La commune est située à 29 km à l'est-sud-est du Mans et à 112 km à l'ouest d'Orléans. Elle est à 20 km à l'est du rond-point d'Auvours où l'on peut accéder à l'autoroute A28 reliant Rouen à Tours, ou encore à l'autoroute A11 reliant Nantes à Paris.

### Communes limitrophes
| Le Breil-sur-Mérize             | Saint-Michel-de-Chavaignes | Coudrecieux |
| Surfonds                        | Bouloire                   |             |
| Volnay, Saint-Mars-de-Locquenay | Maisoncelles               | Écorpain    |

### Climat
Pour des articles plus généraux, voir Climat des Pays de la Loire et Climat de la Sarthe.
En 2010, le climat de la commune est de type climat océanique dégradé des plaines du Centre et du Nord, selon une étude du CNRS s'appuyant sur une série de données couvrant la période 1971-2000. En 2020, Météo-France publie une typologie des climats de la France métropolitaine dans laquelle la commune est exposée à un climat océanique altéré et est dans la région climatique  Moyenne vallée de la Loire, caractérisée par une bonne insolation (1 850 h/an) et un été peu pluvieux. 
Pour la période 1971-2000, la température annuelle moyenne est de 10,9 °C, avec une amplitude thermique annuelle de 14,6 °C. Le cumul annuel moyen de précipitations est de 721 mm, avec 11,7 jours de précipitations en janvier et 7,2 jours en juillet. Pour la période 1991-2020, la température moyenne annuelle observée à la station météorologique de Météo-France la plus proche, sur la commune du Luart à 11 km à vol d'oiseau, est de 12,0 °C et le cumul annuel moyen de précipitations est de 686,4 mm,. Pour l'avenir, les paramètres climatiques de la commune estimés pour 2050 selon différents scénarios d'émission de gaz à effet de serre sont consultables sur un site dédié publié par Météo-France en novembre 2022.

## Urbanisme

### Typologie
Au 1er janvier 2024, Bouloire est catégorisée bourg rural, selon la nouvelle grille communale de densité à sept niveaux définie par l'Insee en 2022.
Elle est située hors unité urbaine. Par ailleurs la commune fait partie de l'aire d'attraction du Mans, dont elle est une commune de la couronne,. Cette aire, qui regroupe 144 communes, est catégorisée dans les aires de 200 000 à moins de 700 000 habitants,.

### Occupation des sols
L'occupation des sols de la commune, telle qu'elle ressort de la base de données européenne d’occupation biophysique des sols Corine Land Cover (CLC), est marquée par l'importance des territoires agricoles (78,6 % en 2018), en diminution par rapport à 1990 (81,2 %). La répartition détaillée en 2018 est la suivante : 
terres arables (45,3 %), prairies (28,7 %), forêts (15,7 %), zones urbanisées (5,7 %), zones agricoles hétérogènes (4,6 %). L'évolution de l’occupation des sols de la commune et de ses infrastructures peut être observée sur les différentes représentations cartographiques du territoire : la carte de Cassini (XVIIIe siècle), la carte d'état-major (1820-1866) et les cartes ou photos aériennes de l'IGN pour la période actuelle (1950 à aujourd'hui).

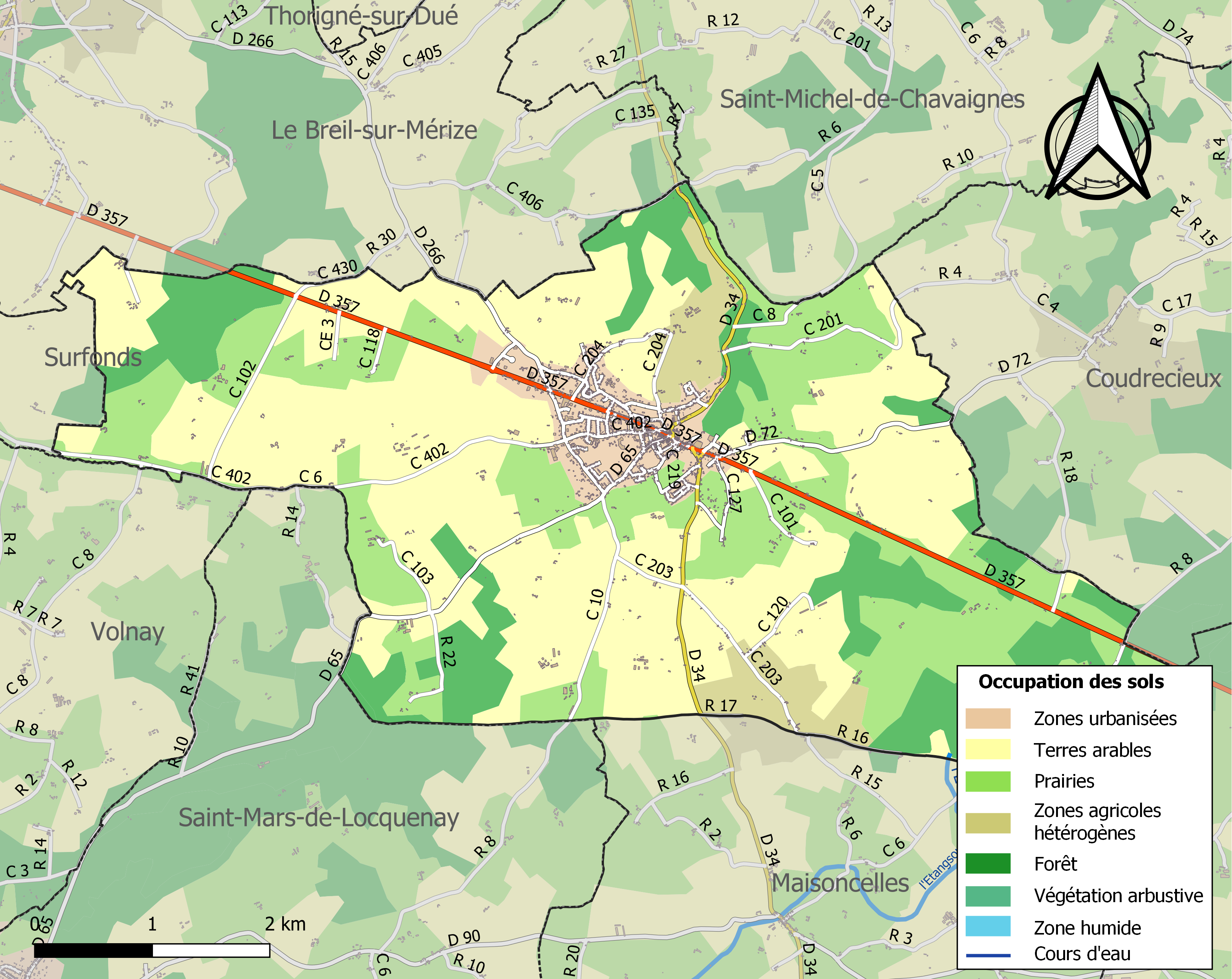
Carte des infrastructures et de l'occupation des sols de la commune en 2018 (CLC).

## Toponymie
Ce toponyme dériverait du gaulois duro, en latin durum, qui signifie « oppidum, forteresse, porte ». En seconde position d’un nom composé, duro est le plus souvent précédé d’un -ó- de liaison accentué et a plus ou moins abouti à des terminaisons en -erre ou –eurre dans le Nord et -oire dans le Midi de la France, avec le gaulois bolo, « prunelle ».
Le gentilé est Bilurien.

## Histoire
Ce n'est qu'au XIe siècle que les premiers documents écrits attestent l'existence de Bouloire. Les Anglais s'y installent de 1425 à 1435, pendant la guerre de Cent Ans. C'est sans doute à cette période que le château est reconstruit en un élégant manoir qui existe toujours actuellement. Les châtellenies de Bouloire et de Maisoncelles sont élevées en baronnies en 1593 par lettres patentes du roi Henri IV.
« Le vendredi 31 août 1680, à dix heures du matin, comme nous le précisent les Chroniques paroissiales, l’église de Bouloire et presque toute la ville ont été dévorées par un affreux incendie. » Seuls le château, les murs de l'église, la maison du vicaire et la chapelle du cimetière sont restés debout.
Sous l'Ancien Régime, le village de Bouloire détenait le grenier à sel, établi en 1694, c'est là que les particuliers se procuraient cette denrée si importante à l'époque, tant pour la conservation des aliments que pour l'impôt dont il faisait l'objet : la gabelle. Au XIXe siècle, l'établissement de la RN 157 modifie la physionomie du village en détruisant une partie des bâtiments de la basse-cour du château et les halles. L'aspect actuel est celui d'un village-rue.

## Politique et administration

### Administration municipale
| Période                                  | Période                | Identité            | Étiquette | Qualité |
| ---------------------------------------- | ---------------------- | ------------------- | --------- | --- |
| Les données manquantes sont à compléter. |                        |                     |           | |
| 1890                                     | 1919                   | Almire Breteau      | Rad.      | Médecin, député de la Sarthe (1924 → 1927), sénateur de la Sarthe (1927 → 1930), conseiller général du canton de Bouloire (1895 → 1930) |
| Les données manquantes sont à compléter. |                        |                     |           | |
| 1930                                     | 1970 (décès)           | Pierre Dumont       | Rad.      | Médecin généraliste et chirurgien, conseiller général du canton de Bouloire (1930 → 1937), conseiller départemental (1943 → 1945, nommé par le régime de Vichy) |
| octobre 1970                             | mars 1971              | Pierre Drouin       |           | Commerçant en nouveautés et en alimentation, adjoint au maire (1953 → 1970) |
| mars 1971                                | avril 2000 (démission) | Raymond Douyère     | PS        | Médecin généraliste, député de la 2e circonscription de la Sarthe (1981 → 1986), député de la Sarthe (1986 → 1988, élu au scrutin proportionnel), député de la 2e circonscription de la Sarthe (1988 → 1993 puis 1997 → 1999), onseiller général du canton de Bouloire (1994 → 2000) |
| avril 2000,                              | mars 2008              | Claude Drouin       | DVG       | Enseignant, conseiller général du canton de Bouloire (2000 → 2008) |
| mars 2008                                | mai 2020               | Jean-Marie Bouché   | DVD       | Cadre de l'industrie retraité |
| mai 2020                                 | En cours               | Anne-Marie Deloubes | SE        | Retraitée assistante dentaire |

## Démographie
L'évolution du nombre d'habitants est connue à travers les recensements de la population effectués dans la commune depuis 1793. Pour les communes de moins de 10 000 habitants, une enquête de recensement portant sur toute la population est réalisée tous les cinq ans, les populations de référence des années intermédiaires étant quant à elles estimées par interpolation ou extrapolation. Pour la commune, le premier recensement exhaustif entrant dans le cadre du nouveau dispositif a été réalisé en 2006.
En 2022, la commune comptait 2 121 habitants, en évolution de +2,56 % par rapport à 2016 (Sarthe : −0,25 %, France hors Mayotte : +2,11 %).
| 1793  | 1800  | 1806  | 1821  | 1831  | 1836  | 1841  | 1846  | 1851  |
| ----- | ----- | ----- | ----- | ----- | ----- | ----- | ----- | ----- |
| 1 436 | 1 490 | 1 688 | 1 746 | 2 081 | 2 092 | 2 094 | 2 065 | 2 128 |

| 1856  | 1861  | 1866  | 1872  | 1876  | 1881  | 1886  | 1891  | 1896  |
| ----- | ----- | ----- | ----- | ----- | ----- | ----- | ----- | ----- |
| 2 135 | 2 215 | 2 290 | 2 184 | 2 193 | 2 157 | 2 111 | 2 158 | 2 177 |

| 1901  | 1906  | 1911  | 1921  | 1926  | 1931  | 1936  | 1946  | 1954  |
| ----- | ----- | ----- | ----- | ----- | ----- | ----- | ----- | ----- |
| 2 237 | 2 158 | 2 086 | 1 975 | 1 866 | 1 804 | 1 723 | 1 690 | 1 663 |

| 1962  | 1968  | 1975  | 1982  | 1990  | 1999  | 2006  | 2011  | 2016  |
| ----- | ----- | ----- | ----- | ----- | ----- | ----- | ----- | ----- |
| 1 660 | 1 532 | 1 433 | 1 594 | 1 829 | 1 883 | 1 989 | 2 052 | 2 068 |

| 2021  | 2022  | - | - | - | - | - | - | - |
| ----- | ----- | - | - | - | - | - | - | - |
| 2 115 | 2 121 | - | - | - | - | - | - | - |

## Économie
Bouloire a une économie tournée vers l'agriculture. On trouve beaucoup d'entreprises individuelles agricoles dont l'activité est la production céréalière et l'élevage (la majeure partie de cette production céréalière étant destinée à l'alimentation animale). La production laitière est également présente sur la commune.
On trouve néanmoins quelques services et on compte aussi la présence de trois banques.
Comme beaucoup de communes sarthoises, Bouloire est très dépendante du Mans et beaucoup de Biluriens ont un emploi dans l'agglomération mancelle.

## Culture locale et patrimoine

### Lieux et monuments

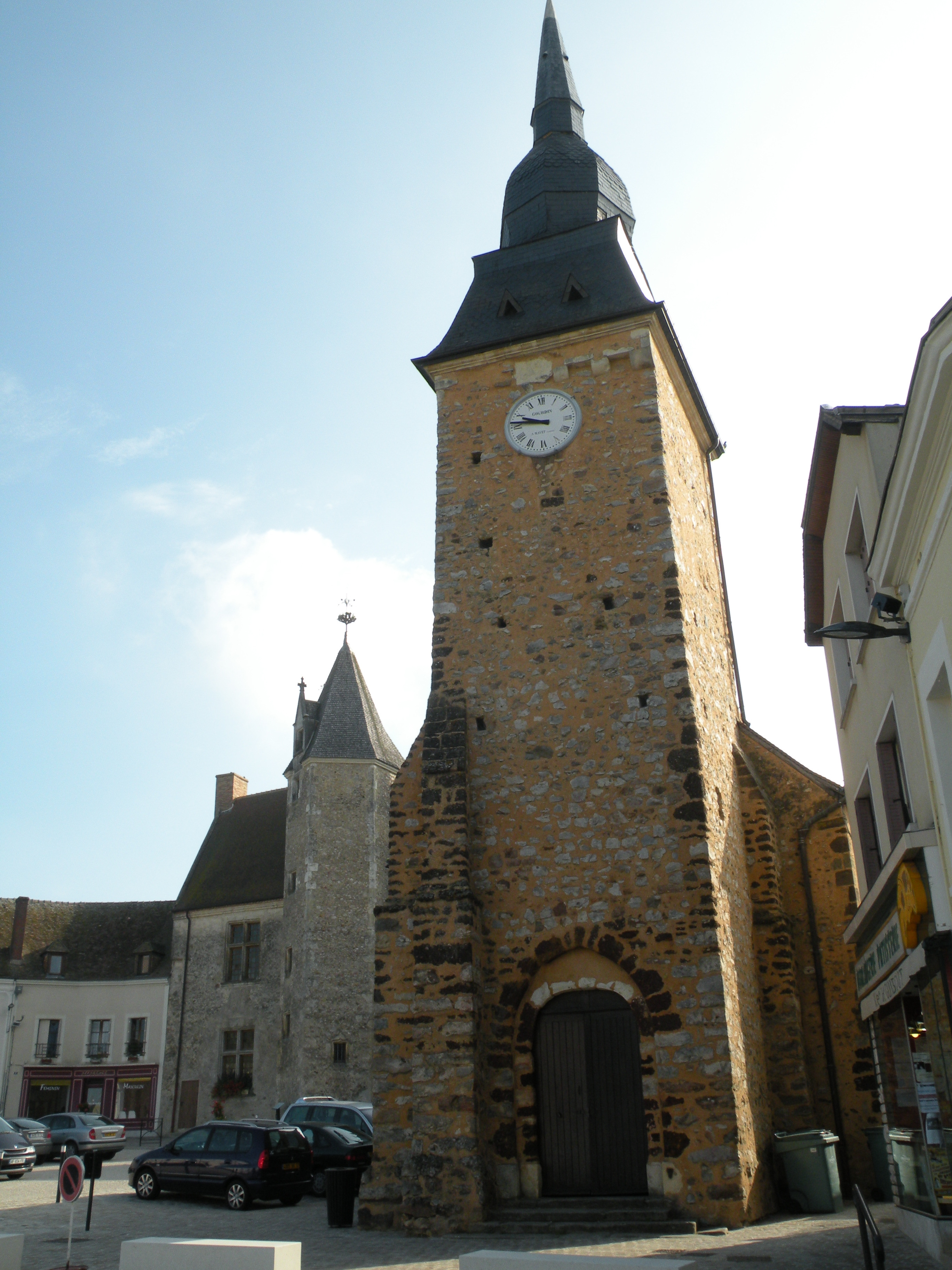
L'église Saint-Georges.

- Château des XVe et XVIe siècles, inscrit au titre des Monuments historiques depuis le 6 janvier 1926[25].
- Église Saint-Georges et Saint-Matthieu, du XIIe au XVIIe siècle. Elle contient un confessionnal pour lépreux.
- Chapelle Saint-Sébastien, avant 1680 et vers 1850.
- Théâtre Épidaure, lieu de diffusion et de création de spectacles vivants.

### Activité et manifestations

#### BilurFest'
Le BilurFest', festival organisé par des jeunes locaux depuis 2015.

### Héraldique
| Blason de Bouloire | Blason  | D'or à trois lions léopardés de sable, l'un au-dessus de l'autre, armés et lampassés de gueules, celui du milieu contrepassant. |
| Blason de Bouloire | Détails | Adopté le 24 avril 1961. |